# Selaginella balansae
Selaginella balansae är en mosslummerväxtart som först beskrevs av Addison Brown, och fick sitt nu gällande namn av Georg Hans Emmo Emo Wolfgang Hieronymus. Selaginella balansae ingår i släktet mosslumrar, och familjen mosslummerväxter. Inga underarter finns listade i Catalogue of Life.